# Margherita di Savoia (marchesa 1225)
Margherita di Savoia (1225 – 1264 circa) fu una principessa di casa Savoia, Marchesa consorte del Monferrato dal 1235 al 1253, marchesa reggente del Monferrato dal 1253 al 1255 e contessa consorte di Valentinois dal 1255 fino alla sua morte.

## Origine
Margherita, secondo lo storico francese, Samuel Guichenon, nel suo Histoire généalogique de la royale maison de Savoie, era la figlia secondogenita del decimo Conte di Savoia e Conte d'Aosta e Moriana e marchese d'Italia, Amedeo IV e della sua prima moglie, Margherita di Borgogna, che, secondo il documento n° 732 del Peter der Zweite, Graf von Savoyen, Markgraf in Italien, parte del testamento del nipote di Margherita, Ghigo VII del Viennois, figlio del fratello di Margherita, Andrea Ghigo VI del Viennois, Margherita era la figlia del duca di Borgogna, Ugo III e della sua seconda moglie, Beatrice di Albon (1161 - 1228), delfina del Viennois e contessa di Albon, Grenoble, Oisans e Briançon.
Amedeo IV di Savoia, secondo Samuel Guichenon, era il figlio primogenito di Tommaso I, Conte di Savoia, d'Aosta e di Moriana, e della moglie, Margherita o forse Beatrice, che secondo la Chronica Albrici Monachi Trium Fontium era figlia del Conte di Ginevra, Guglielmo I e della signora di Faucigny, Beatrice.

## Biografia
Secondo il documento n° 103 del Peter der Zweite, Graf von Savoyen, Markgraf in Italien, il 18 gennaio 1228, Margherita, di pochi anni di vita, fu promessa in sposa al marchese del Monferrato, Bonifacio II degli Aleramici (Bonifacio Marchioni Montisferrati); il nonno di Margherita, Tommaso I di Savoia (Thomas comes Maurianæ) aveva promesso un feudo come dote di Margherita (Margarethæ futuræ uxoris Bonifacii et filiæ Amedei Sabaudia primogeniti Thomæ comitis).
Il matrimonio fu celebrato verso il 1235; nel documento n° 68 del Peter der Zweite, Graf von Savoyen, Markgraf in Italien, del novembre 1235, Margherita viene citata assieme al marito, il marchese del Monferrato, Bonifacio II (domina Margarita eius filia atque uxor dom. Bonifacii marchionis Montisferrati); mentre, nel mese successivo, Bonifacio II assegna un feudo a Margherita.
Nel 1243, morì sua madre, e suo padre, nel 1244, si sposò in seconde nozze con Cecilia del Balzo (o de Baux) († 1275), figlia di Barral, 8° signore di Les Baux-de-Provence e 2° visconte di Marsiglia, e della nipote di Raimondo VII di Tolosa, conte di Tolosa, Sibilla d'Andouze.
Margherita viene citata sia nel testamento, datato 1252, del padre, Amedeo IV, come moglie del marchese del Monferrato (Margaretam filiam meam uxorem Bonifacii marchionis Montisferrati), sia nell'ultimo e quinto, datato 1253(Margaretha Montisferrati).
Sempre nel 1253, suo marito, Bonifacio II, sentendosi vicino a morire, redasse il suo testamento, in cui indicava come suo successore il figlio, Guglielmo (Guilelminum filium meum inpuberem), sotto la tutela e reggenza della madre, Margherita (tutricem dominam Margaritam comitissam uxorem meam), come da documento n° L del Regesto dei Marchesi di Saluzzo (1091-1340).
Suo marito, Bonifacio II, morì nel 1253 e Margherita resse il marchesato per due anni circa, quando il figlio raggiunse la maggior età.
Secondo le Europäische Stammtafeln, vol III, 740 (non consultate), Margherita si sposò in seconde nozze con Aimaro III di Poitiers († 1277), conte di Valentinois.
Queste nozze però non sono citate né da Samuel Guichenon, né nelle Mémoires pour servir à l'histoire des comtés de Valentinois et de Diois. Tome premier di Jules Chevalier.
Margherita morì dopo il 14 gennaio 1264, data in cui sua zia, Beatrice, contessa consorte di Provenza e di Forcalquier, la citò nel suo testamento (Margarithæ matri marchionis Montisferrati nepti suæ).

## Figli
Margherita al primo marito, Bonifacio II degli Aleramici diede due figli:
- Alessina (1237 – 1285), che sposò in prime nozze il duca Alberto I di Brunswick-Lüneburg, ed in seconde nozze Gerardo I, conte de Holstein-Itzehoe (Gerardus duxit relictam Alberti ducis de Brunsvic Aleidem filiam marchionis Montis-Ferrati), come conferma la Cronica Principum Saxonie[18]
- Guglielmo (1240 – 1292), che gli succedette nel governo del marchesato[11].

Margherita al suo secondo marito, Aimaro III di Poitiers, non diede figli.

## Ascendenza
|                            |                             |                               | Genitori                             |  |  | Nonni |  |  | Bisnonni                     |  |  | Trisnonni                   |  |
|                            |                             |                               |                                      |  |  |       |  |  | Umberto III, conte di Savoia |  |  | Amedeo III, conte di Savoia |  |
|                            |                             |                               |                                      |  |  |       |  |  | Umberto III, conte di Savoia |  |  | Amedeo III, conte di Savoia |  |
|                            |                             | Matilde d'Albon               |                                      |  |  |       |  |  | Umberto III, conte di Savoia |  |  |                             |  |
| Tommaso I, conte di Savoia |                             |                               |                                      |  |  |       |  |  | Umberto III, conte di Savoia |  |  |                             |  |
|                            |                             | Beatrice di Mâcon             | Gerardo I, conte di Mâcon            |  |  |       |  |  |                              |  |  |                             |  |
|                            |                             | Beatrice di Mâcon             | Gerardo I, conte di Mâcon            |  |  |       |  |  |                              |  |  |                             |  |
|                            |                             | Beatrice di Mâcon             | Mauretta di Salins                   |  |  |       |  |  |                              |  |  |                             |  |
| Amedeo IV, conte di Savoia |                             | Beatrice di Mâcon             |                                      |  |  |       |  |  |                              |  |  |                             |  |
|                            |                             | Guglielmo I, conte di Ginevra | Amedeo I, conte di Ginevra           |  |  |       |  |  |                              |  |  |                             |  |
|                            |                             | Guglielmo I, conte di Ginevra | Amedeo I, conte di Ginevra           |  |  |       |  |  |                              |  |  |                             |  |
|                            |                             | Guglielmo I, conte di Ginevra | Matilde di Cuiseaux                  |  |  |       |  |  |                              |  |  |                             |  |
| Margherita di Ginevra      |                             | Guglielmo I, conte di Ginevra |                                      |  |  |       |  |  |                              |  |  |                             |  |
|                            |                             | Beatrice di Faucigny          | Aimone I, signore di Faucigny        |  |  |       |  |  |                              |  |  |                             |  |
|                            |                             | Beatrice di Faucigny          | Aimone I, signore di Faucigny        |  |  |       |  |  |                              |  |  |                             |  |
|                            |                             | Beatrice di Faucigny          | Clemenza di Briançon                 |  |  |       |  |  |                              |  |  |                             |  |
| Margherita di Savoia       |                             | Beatrice di Faucigny          |                                      |  |  |       |  |  |                              |  |  |                             |  |
|                            | Oddone II, duca di Borgogna | Ugo II, duca di Borgogna      |                                      |  |  |       |  |  |                              |  |  |                             |  |
|                            | Oddone II, duca di Borgogna | Ugo II, duca di Borgogna      |                                      |  |  |       |  |  |                              |  |  |                             |  |
|                            | Oddone II, duca di Borgogna | Matilde di Mayenne            |                                      |  |  |       |  |  |                              |  |  |                             |  |
| Ugo III, duca di Borgogna  | Oddone II, duca di Borgogna |                               |                                      |  |  |       |  |  |                              |  |  |                             |  |
|                            |                             | Maria di Blois                | Tebaldo II, conte di Blois           |  |  |       |  |  |                              |  |  |                             |  |
|                            |                             | Maria di Blois                | Tebaldo II, conte di Blois           |  |  |       |  |  |                              |  |  |                             |  |
|                            |                             | Maria di Blois                | Matilde di Carinzia                  |  |  |       |  |  |                              |  |  |                             |  |
| Margherita di Borgogna     |                             | Maria di Blois                |                                      |  |  |       |  |  |                              |  |  |                             |  |
|                            |                             | Ghigo V, conte d'Albon        | Ghigo IV, conte d'Albon              |  |  |       |  |  |                              |  |  |                             |  |
|                            |                             | Ghigo V, conte d'Albon        | Ghigo IV, conte d'Albon              |  |  |       |  |  |                              |  |  |                             |  |
|                            |                             | Ghigo V, conte d'Albon        | Clemenza di Mâcon                    |  |  |       |  |  |                              |  |  |                             |  |
| Beatrice d'Albon           |                             | Ghigo V, conte d'Albon        |                                      |  |  |       |  |  |                              |  |  |                             |  |
|                            |                             | Beatrice del Monferrato       | Guglielmo V, marchese del Monferrato |  |  |       |  |  |                              |  |  |                             |  |
|                            |                             | Beatrice del Monferrato       | Guglielmo V, marchese del Monferrato |  |  |       |  |  |                              |  |  |                             |  |
|                            |                             | Beatrice del Monferrato       | Giuditta di Babenberg                |  |  |       |  |  |                              |  |  |                             |  |
|                            |                             | Beatrice del Monferrato       |                                      |  |  |       |  |  |                              |  |  |                             |  |

### Fonti primarie
- (LA)  Monumenta Germaniae Historica, Scriptores, tomus XXIII
- (LA)  Regesta comitum Sabaudiae
- (LA)  Peter der Zweite, Graf von Savoyen, Markgraf in Italien
- (LA)  Monumenta Germaniae Historica, Scriptores, tomus XXV
- (LA)  Regesto dei Marchesi di Saluzzo (1091-1340).
- (FR)  Mémoires pour servir à l'histoire des comtés de Valentinois et de Diois. Tome premier

### Letteratura storiografica
- (FR)  Histoire généalogique de la royale maison de Savoie, justifiée par titres, ..par Guichenon, Samuel